# Guaros Fútbol Club
Guaros Fútbol Club conocido simplemente como Guaros fue un club de fútbol profesional venezolano, establecido en la ciudad de Barquisimeto. Fue fundado en el año 2006, año en el cual debutó en la Segunda División de Venezuela alcanzando uno de los 2 cupos para ascender a la división de honor.
Para el torneo Apertura 2007, el club se hace con los servicios del reconocido y polémico portero ex mundialista René Higuita y otros futbolistas de trayectoria, además del técnico colombiano Jaime de La Pava y el preparador físico Jaime Barragán, quienes luego partirían para darle paso para el torneo Clausura 2008 al técnico de nacionalidad colombiana también, Carlos Eduardo Hernández y su equipo de trabajo, hubo un gran éxodo de jugadores y por ende ese torneo el club lo enfrentó con jugadores de menor renombre pero igualmente valiosos en lo deportivo, consiguiendo con esta plantilla hacerse del quinto puesto de la clasificación y hasta el último partido estuvo en puja por un cupo a la Copa Sudamericana a la cual que no pudo clasificar. 
Luego de ese gran torneo 2007/08, el equipo tuvo serios problemas económicos en el Apertura 2008 el cual hizo que se estuviera peleando la permanencia en Primera División. 
Ya para el Clausura 2009 el club hizo un estupendo torneo que le dio la salvación y permanencia, a falta de tres fechas para que terminara el Clausura 2009. 
Luego de esa gesta el equipo desaparecería debido a los fuertes problemas económicos que no pudieron solventarse.

## Competiciones nacionales
- Temporadas en 1ª: 2.
- Temporadas en 2ª: 1.
- Temporadas en 2ªB: 0.
- Temporadas en 3ª: 0.

## Palmarés

### Torneos nacionales
- Primera División de Venezuela(0)
- Segunda División de Venezuela(0)
- Copa Venezuela (0)